# Stigmella cerasi
Stigmella cerasi là một loài bướm đêm thuộc họ Nepticulidae. Nó được tìm thấy ở Turkmenistan.
Ấu trùng ăn Cerasus species.